# Єдина атестаційна система
Єдина атестаційна система (ЄАС) — електронна платформа, що створена для цифровізації атестаційного процесу в Україні. ЄАС об'єднує в собі заклади освіти, атестаційні комісії, Інститути післядипломної педагогічної освіти (ІППО) та суб'єкти підвищення кваліфікації.

## Історія
ЄАС була створена за підтримки Міністерства освіти і науки України у 2022 році. 15 жовтня 2022 року навчальним закладам було надано доступ до атестаційних кабінетів педагогів.

## Функціонал
ЄАС забезпечує автоматизацію всіх етапів атестаційного процесу:
1. Реєстрація педагогів. Педагоги реєструються в ЄАС самостійно або за допомогою відповідальної особи в закладі освіти.
2. Формування атестаційних листів. Атестаційні листи формуються в ЄАС на підставі даних, внесених педагогами та атестаційними комісіями, відповідно наказу МОН від. 09.09.2022 № 805[7].
3. Оцінювання педагогів. Атестаційні комісії оцінюють педагогів на підставі атестаційних листів та інших документів.
4. Прийняття рішень про атестацію. Атестаційні комісії приймають рішення про атестацію педагогів на підставі їхніх оцінок.

## Переваги
ЄАС має ряд переваг перед паперовою системою атестаційного процесу:
- Ефективність. ЄАС дозволяє автоматизувати рутинні завдання, що економить час та ресурси.
- Прозорість. ЄАС забезпечує прозорість атестаційного процесу, оскільки всі дані зберігаються в електронному вигляді.
- Об'єктивність. ЄАС дозволяє більш об'єктивно оцінювати педагогів, оскільки дані для оцінювання вносяться в систему автоматично.

## Інститути
1. Луганський обласний інститут післядипломної педагогічної освіти
2. Донецький державний університет внутрішніх справ
3. Білоцерківський інститут неперервної професійної освіти ДЗВО «Університет менеджменту освіти» НАПН України
4. Інститут післядипломної освіти і менеджменту Харківського національного педагогічного університету імені Григорія Сковороди
5. Інститут модернізації змісту освіти
6. Тернопільський національний педагогічний університет імені Володимира Гнатюка
7. КНЗ «Черкаський обласний інститут післядипломної освіти педагогічних працівників Черкаської обласної ради»
8. Миколаївський обласний інститут післядипломної педагогічної освіти
9. Карпатський університет імені Августина Волошина
10. Львівський обласний інститут післядипломної педагогічної освіти
11. Запорізький обласний інститут післядипломної педагогічної освіти